# Мужская сборная Хорватии по хоккею на траве
Мужская сборная Хорватии по хоккею на траве — мужская сборная по хоккею на траве, представляющая Хорватию на международной арене. Управляющим органом сборной выступает Ассоциация хоккея на траве Украины (англ. Croatian Hockey Association).

Сборная занимает (по состоянию на 1 января 2015) 47-е место в рейтинге Международной федерации хоккея на траве (FIH).

## Результаты выступлений

### EuroHockey Nations Challenge III
(3-й дивизион чемпионата Европы) (known as Challenge I until 2011)
- 2005 — 4-е место[4]
- 2007 — [5]
- 2009 — 5-е место[6]
- 2011 — 5-е место[7]
- 2013 — [8]

### Мировая лига по хоккею на траве
- 2012/13 — не участвовали
- 2014/15 — ? место (выбыли в 1-м раунде)

### EuroHockey Nations Challenge III (индорхоккей)
(3-й дивизион чемпионата Европы) (known as Challenge I until 20??)
- 2008 — [9]
- 2010 — [10]
- 2012 — 4-е место[11]
- 2014 — [12]